# Nicolas et Alexandra
Ne doit pas être confondu avec Nicholas and Alexandra, un opéra de Deborah Drattell.
Pour plus de détails, voir Fiche technique et Distribution.
Nicolas et Alexandra (Nicholas and Alexandra) est un film britannique réalisé en 1971 par Franklin J. Schaffner qui raconte l'histoire de Nicolas II, dernier tsar de Russie, et de sa femme Alexandra de 1904 à 1918.

## Synopsis
En 1904, Nicolas II, qui vient d'avoir un fils, est préoccupé par la guerre russo-japonaise, qui vient de commencer, et par les réclamations de plus en plus insistantes de son peuple qui désire un gouvernement représentatif. Le comte Witte et le grand-duc Nicolas lui conseillent de terminer la guerre dans les plus brefs délais et de libéraliser quelque peu son régime, mais le tsar veut rester fidèle à l'autocratie léguée par son père.
Le jeune héritier Alexis est bientôt diagnostiqué hémophile. Sa mère Alexandra, impératrice hystérique peu aimée par la famille de son mari, tombe sous le charme d'un paysan sibérien, Raspoutine, qui l'a convaincue qu'il était seul capable de guérir l'enfant. Même Nicolas II commence à croire en ses pouvoirs.
Alors que Lénine, Trotsky et Staline sont en train de fonder le Parti bolchévique à Londres, une manifestation d'ouvriers menée par le pope Gueorgui Gapon et demandant une libéralisation du régime, est durement réprimée par les soldats qui tirent sur la foule. Nicolas est horrifié lorsqu'il apprend le massacre, mais cela ne le convainc pas d'accéder aux requêtes de son peuple.
Huit ans plus tard, à la veille du tricentenaire de la dynastie des Romanov, la famille impériale est en vacances à Livadia en Crimée. Nicolas II y reçoit son nouveau premier ministre Stolypine, qui lui déclare qu'il faut éloigner Raspoutine, qui est en train de mener une vie de débauche à Saint-Pétersbourg et de déconsidérer toute la monarchie. Malgré les protestations d'Alexandra, le tsar consent à éloigner Raspoutine. Peu après les fêtes du Tricentenaire, Stolypine est assassiné lors d'une représentation à l'opéra. Nicolas réagit en dissolvant la Douma et en envoyant la police terroriser les paysans et brûler leurs maisons.
Lors d'un séjour en Pologne, Alexis a la pire crise d'hémophilie depuis sa naissance. Les médecins ne peuvent ou n'osent rien faire. Alexandra exige le rappel de Raspoutine et décide de l'appeler elle-même à son secours. Le faux moine réussit à calmer le mal d'Alexis en lui parlant au téléphone.
1914, la Première Guerre mondiale débute. L'Allemagne déclare la guerre à la Russie. Le grand-duc Nicolas est nommé commandant suprême des troupes. Un an plus tard, à la suite de terribles défaites, Nicolas II décide de prendre lui-même le commandement. Restée à Saint-Pétersbourg, Alexandra gouverne l'Empire à sa place sous l'influence de Raspoutine, et elle le fait très mal. Deux princes décadents, le grand-duc Dimitri et le prince Youssoupov, finissent par assassiner Raspoutine en décembre 1916.
Février 1917, c'est la Révolution. Les soldats refusent de tirer sur les milliers de manifestants qui envahissent la capitale. Dans le train qui le ramène à Petrograd, Nicolas II est forcé d'abdiquer. Kerenski, le nouveau chef du gouvernement, exile les Romanov en Sibérie, où ils passent l'hiver 1917-1918. Un Bolchévik, Iakovlev, arrive de Moscou au printemps 1918 et est chargé de ramener le tsar dans la nouvelle capitale où le nouveau gouvernement de Lénine songe, semble-t-il, à lui intenter un procès. Le train ramenant la famille impériale est cependant obligé de s'arrêter à Iekaterinbourg où le Soviet local décide de le prendre en charge. Emmenés à la villa Ipatiev, les Romanov y subissent de nombreuses tracasseries. Leur geôlier, Iourovski, reçoit l'ordre de les exécuter. Les Romanov sont finalement assassinés dans une pièce du rez-de-chaussée de la villa.

## Fiche technique
- Titre : Nicolas et Alexandra
- Titre original : Nicholas and Alexandra
- Réalisation : Franklin J. Schaffner
- Scénario : James Goldman et Edward Bond (d'après le livre de Robert K. Massie)
- Photographie : Freddie Young, assisté d'Ernest Day (cadreur)
- Son : Winston Ryder
- Effets spéciaux : Eddie Fowlie
- Musique : Richard Rodney Bennett
- Montage : Ernest Walter
- Production : Sam Spiegel
- Société de production : Horizon Pictures
- Société de distribution: Columbia Pictures
- Pays d'origine :  Royaume-Uni
- Format : Couleur
- Tournage : 30 novembre 1970 à 17 avril 1971.
- Langue: Anglais
- Genre : Biopic
- Durée : 183 minutes
- Date de sortie : 29 novembre 1971

## Distribution
- Michael Jayston : Nicolas II
- Janet Suzman : Alexandra
- Roderic Noble : Alexis
- Ania Marson : Olga
- Lynne Frederick : Tatiana
- Candace Glendenning : Maria
- Fiona Fullerton : Anastasia
- Harry Andrews : grand-duc Nicolas
- Irene Worth : Maria Fedorovna
- Tom Baker : Raspoutine
- Jack Hawkins : Le comte Freedricksz
- Timothy West : Le docteur Botkine
- Katherine Schofield : Tegleva
- Jean-Claude Drouot : Pierre Gilliard
- John Hallam : Nagorny
- John Wood : Le colonel Kobylinski
- Laurence Olivier : Le comte Witte
- Eric Porter : Stolypine
- Michael Redgrave : Sazonov
- Maurice Denham : Kokovtsov
- Ralph Truman : Rodzianko
- Gordon Gostelov : Goutchkov
- John McEnery : Kerenski
- Michael Bryant : Lénine
- Vivian Pickles : Kroupskaïa
- Brian Cox : Trotsky
- James Hazeldine : Staline
- Stephen Greif : Martov
- Steven Berkoff : Pankratov
- Ian Holm : Iakovlev
- Alan Webb : Iakov Iourovski
- Leon Lissek : Aleksandr Avdeïev
- Roy Dotrice : Alekseïev
- Martin Potter : Félix Ioussoupov
- Richard Warwick : Le grand-duc Dimitri
- Vernon Dobtcheff : Le docteur Lazovert
- John Shrapnel : Petya
- Alexander Knox : L'ambassadeur américain
- Guy Rolfe : Le docteur Fedorov
- Curd Jürgens : le consul allemand

## Bande originale
La bande originale du film fut écrite par le compositeur britannique Richard Rodney Bennett.

## Récompenses
Nicolas et Alexandra a remporté deux Oscars en 1971.
- Oscar de la meilleure création de costumes : Yvonne Blake et Antonio Castillo
- Oscar de la meilleure direction artistique : John Box, Ernest Archer, Jack Maxsted, Gil Perrondo et Vernon Dixon.

Il a été nommé pour quatre autres Oscars la même année.
- Oscar du meilleur film
- Oscar de la meilleure musique de film : Richard Bedford Bennett
- Oscar de la meilleure actrice : Janet Suzman
- Oscar de la meilleure photographie : Freddie Young

## Autour du film
- Le film a été tourné en Espagne et en Yougoslavie.
- Plusieurs acteurs ont été pris en considération pour le rôle de Raspoutine avant que Tom Baker ne l'obtienne. On l'a demandé à Laurence Olivier mais on a préféré finalement lui donner celui du comte Witte. Peter O'Toole et Marlon Brando ont également été invités à le jouer et il semble que Yul Brynner l'ait activement demandé.
- Roderic Noble a été choisi en raison de sa ressemblance avec le tsarévitch Alexis.
- Sam Spiegel confia le rôle de Gilliard à Jean-Claude Drouot sur recommandation de Kirk Douglas.
- On peut se rendre compte de nombreuses inexactitudes historiques dans le film. Ni l'auteur du livre, Robert K. Massie, ni les réalisateurs ne peuvent en être tenus responsables. Il semble que le gouvernement soviétique de l'époque ait exigé que soient seulement montrés les faits reconnus alors par l'Union soviétique.

## Inexactitudes historiques dans le film
- Staline n'était pas présent lors du congrès de fondation du Parti bolchévique qui eut lieu en 1903 et non en 1905.
- Dans le film, c'est Stolypine qui organise les Fêtes du Tricentenaire des Romanov qui eut lieu en 1913. Or, il a été assassiné en 1911, c'est-à-dire deux ans auparavant.
- Selon les souvenirs laissés par Félix Ioussoupov et par le député Pourichkevitch (qui n'est pas mentionné dans le film), responsables de l'assassinat de Raspoutine, les circonstances entourant le meurtre de celui-ci ont été singulièrement transformées dans le film.
- Dans le film, ce sont Goutchkov et Rodzianko qui viennent demander l'abdication de Nicolas II dans le train impérial. En réalité, Goutchkov était accompagné du député monarchiste Basile Choulguine.
- Le lieu de détention des Romanov à Tobolsk en Sibérie est situé en pleine campagne dans le film. En réalité, la bâtisse était en plein centre-ville.
- Dans le film, Iakovlev ramène tous les Romanov à Iekaterinbourg. En réalité, il n'a emmené que Nicolas II, Alexandra et leur fille Maria. Alexis est resté avec ses trois autres sœurs à Tobolsk parce qu'il était trop malade pour voyager. Ils ont rejoint leurs parents quelques semaines plus tard.
- À la villa Ipatiev, les Romanov partagent leur sort avec le docteur Botkine. En réalité, il y avait également trois autres prisonniers dans la maison, soit la bonne Demidova, le cuisinier Kharitonov et le valet de pied Troupp qui ont tous été assassinés avec le tsar et sa famille.